# Йоганнескірхе (Дюссельдорф)
Йоганнескірхе (нім. Johanneskirche) — найбільша євангельська церква у місті Дюссельдорф на заході Німеччини. Названа на честь апостола і євангеліста Івана Богослова. У 1875 році закладено фундамент церкви, а 6 грудня 1881 року вона була освячена. 12 червня 1943 року під час бомбування міста церква була зруйнована. Відбудована у 1953 році.